# Keilbachia trispinoides
Keilbachia trispinoides är en tvåvingeart som beskrevs av Vilkamaa, Menzel och Heikki Hippa 2009. Keilbachia trispinoides ingår i släktet Keilbachia och familjen sorgmyggor. Inga underarter finns listade i Catalogue of Life.